# Macaria regulata
Macaria regulata es una polilla perteneciente a la familia Geometridae y descrita por el entomólogo danés Johan Christian Fabricius en 1858, con amplia distribución en el Nuevo Mundo.
Los estadios inmaduros de M. regulata se han visto asociados alimentándose de Erythroxylum microphyllum.